# 新城市和你唱
新城市和你唱為網民發起在2020年5月1日於沙田新城市廣場舉行的活動。活動秩序大致良好，但近500名防暴警察很快衝入商場多個樓層，並以違反「限聚令」為理由驅趕和截查市民，令商戶需要落閘。警方佔領商場的行動也讓市民和區議員批評不合法不合理。

## 經過

### 發起
2020年4月26日太古城和你唱後，有網民發起在4月29日傍晚在新城市廣場中庭舉行「和你唱」活動，但最後改為在5月1日晚上7時半舉行。4月29日傍晚雖然最後沒有舉行任何活動，但沙田市中心周邊有大量警車和大批防暴警察嚴陣以待。而建制媒體《星島日報》和《東方日報》在4月28日的報道，稱有人會在沙田新城市廣場、元朗大馬路和屯門大會堂等地點引爆炸彈。同時指警方會在5月1日部署足夠警力，以強硬態度應對。

### 活動展開前遭警員截查

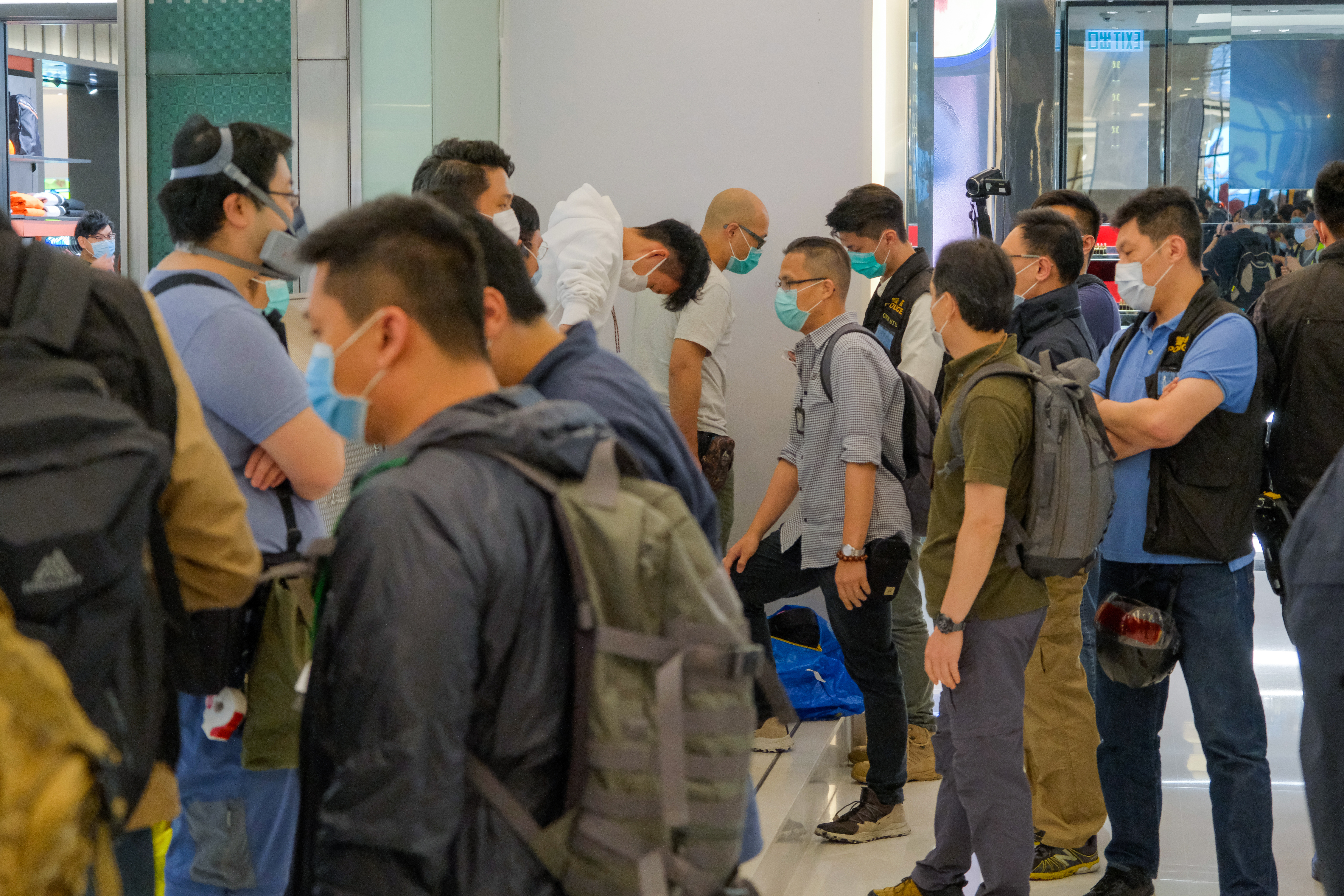
多名刑事偵緝處和便衣警員進入4樓截查9名市民

在下午，商場地下的沙田市中心巴士總站、沙田站公共運輸交匯處、沙田大會堂和希爾頓中心外已經有近20輛警車和大批防暴警察駐守。傍晚6時許，陸續有市民在不同樓層高叫口號及展示標語。但其後有多名刑事偵緝處和便衣警員進入4樓截查9名市民，引起圍觀人士不滿。警員離開後，有尾隨的市民不滿警員無理截查。警員警告在場人士涉辱警。而中庭的過百名市民再次高叫口號。

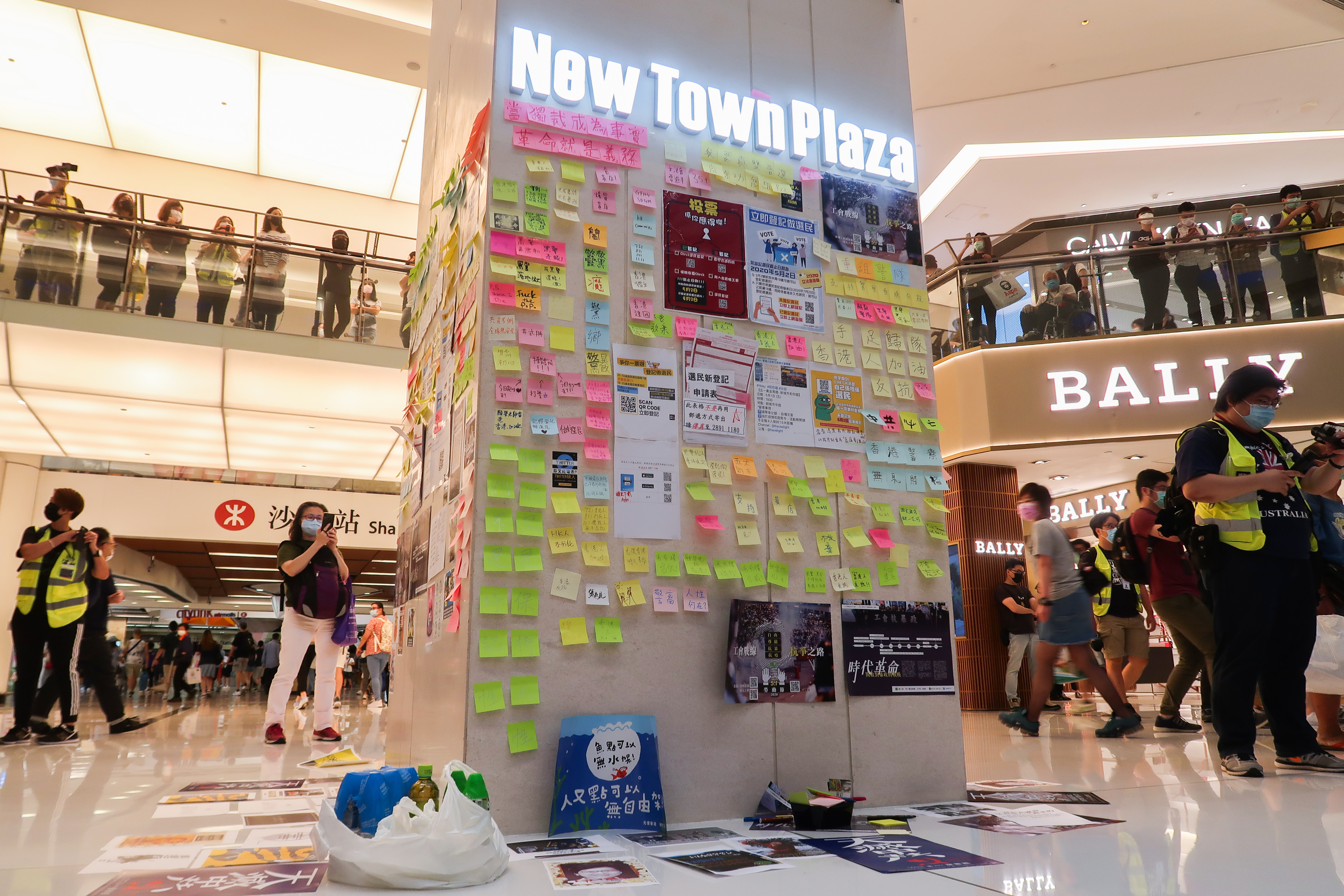
中庭連儂柱貼上市民的訴求
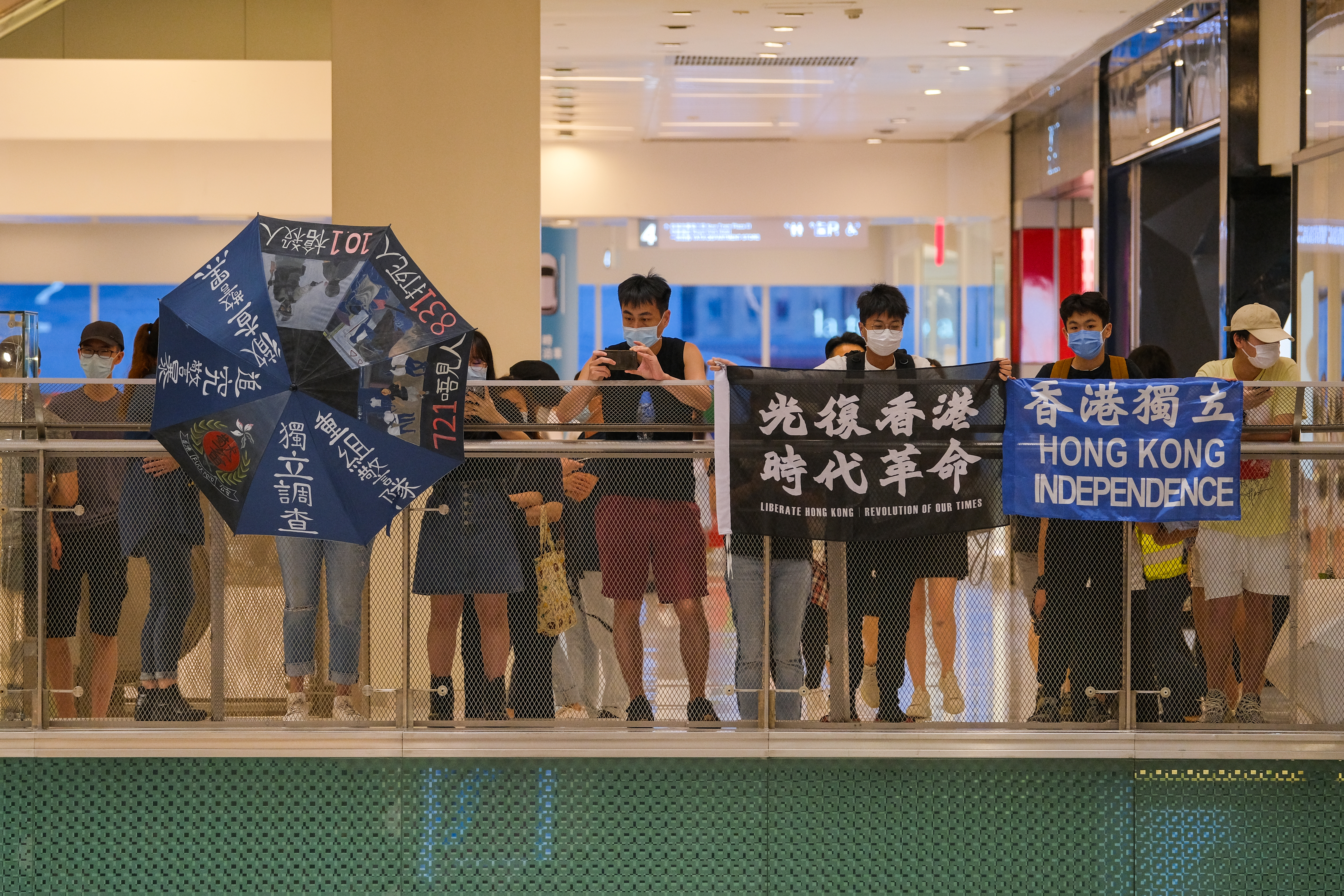
市民在中庭展示標語
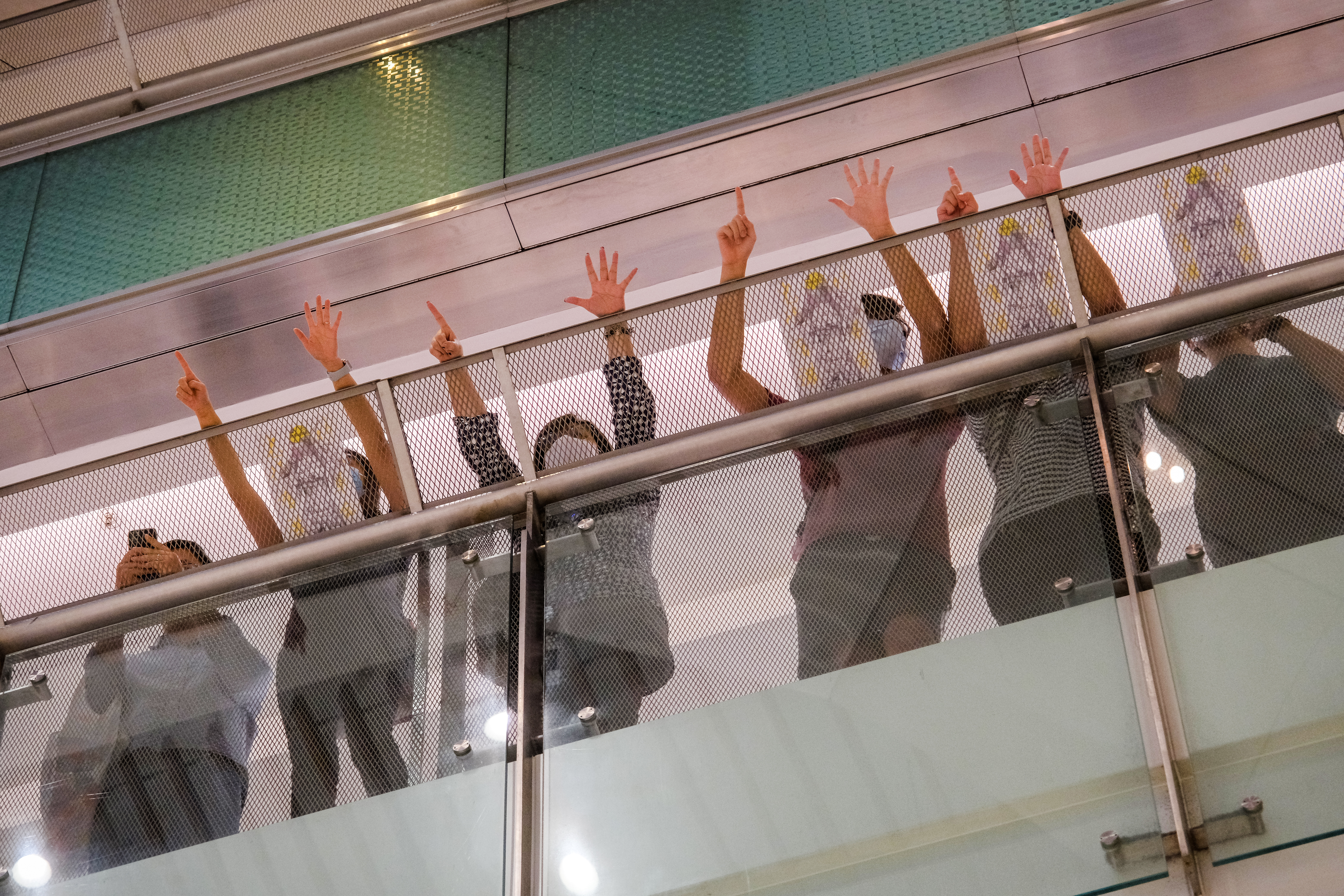
市民高舉「五」及「一」的手勢，象徵「五大訴求、缺一不可」
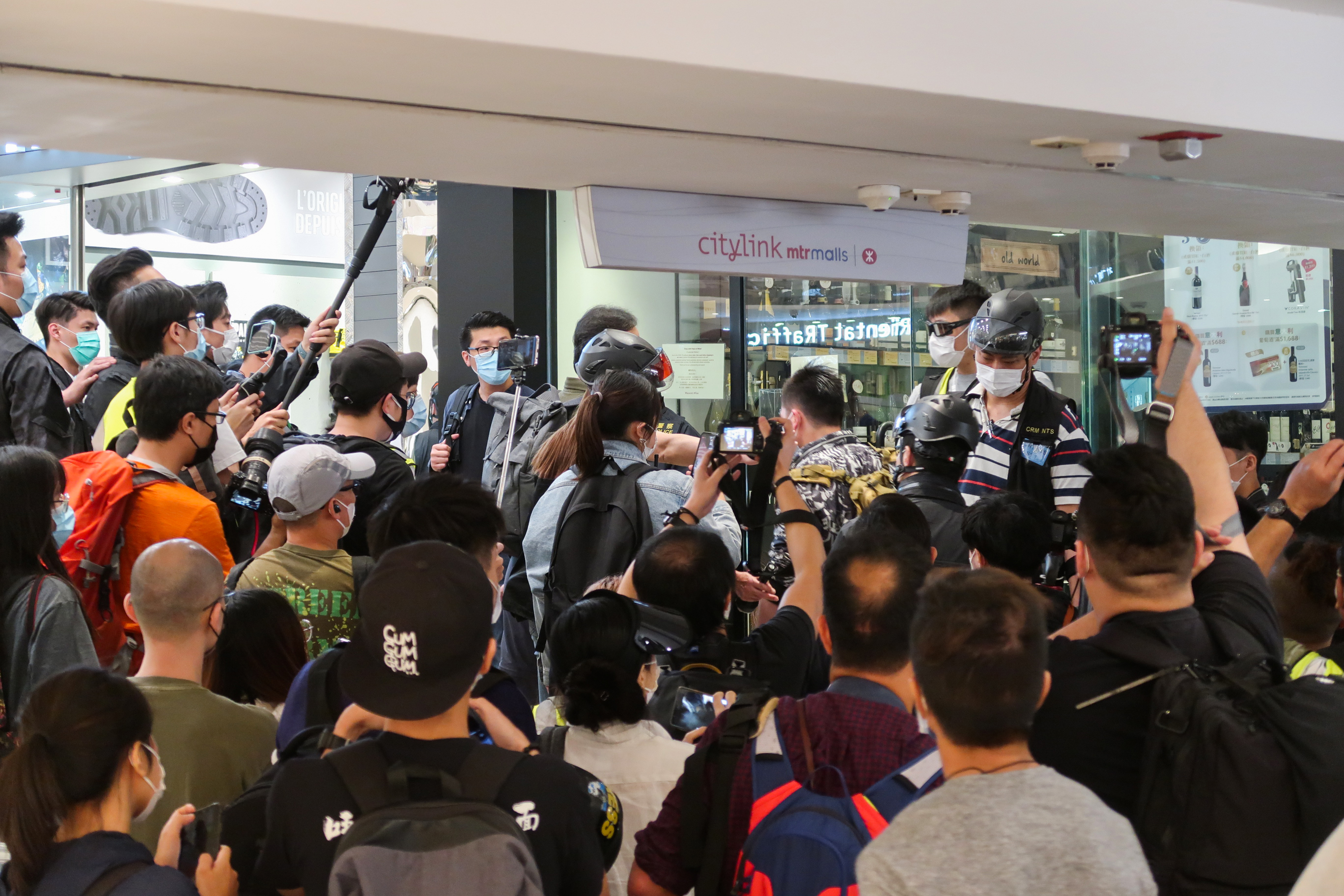
便衣警員離開後，有尾隨的市民不滿警員無理截查。警員警告在場人士涉辱警
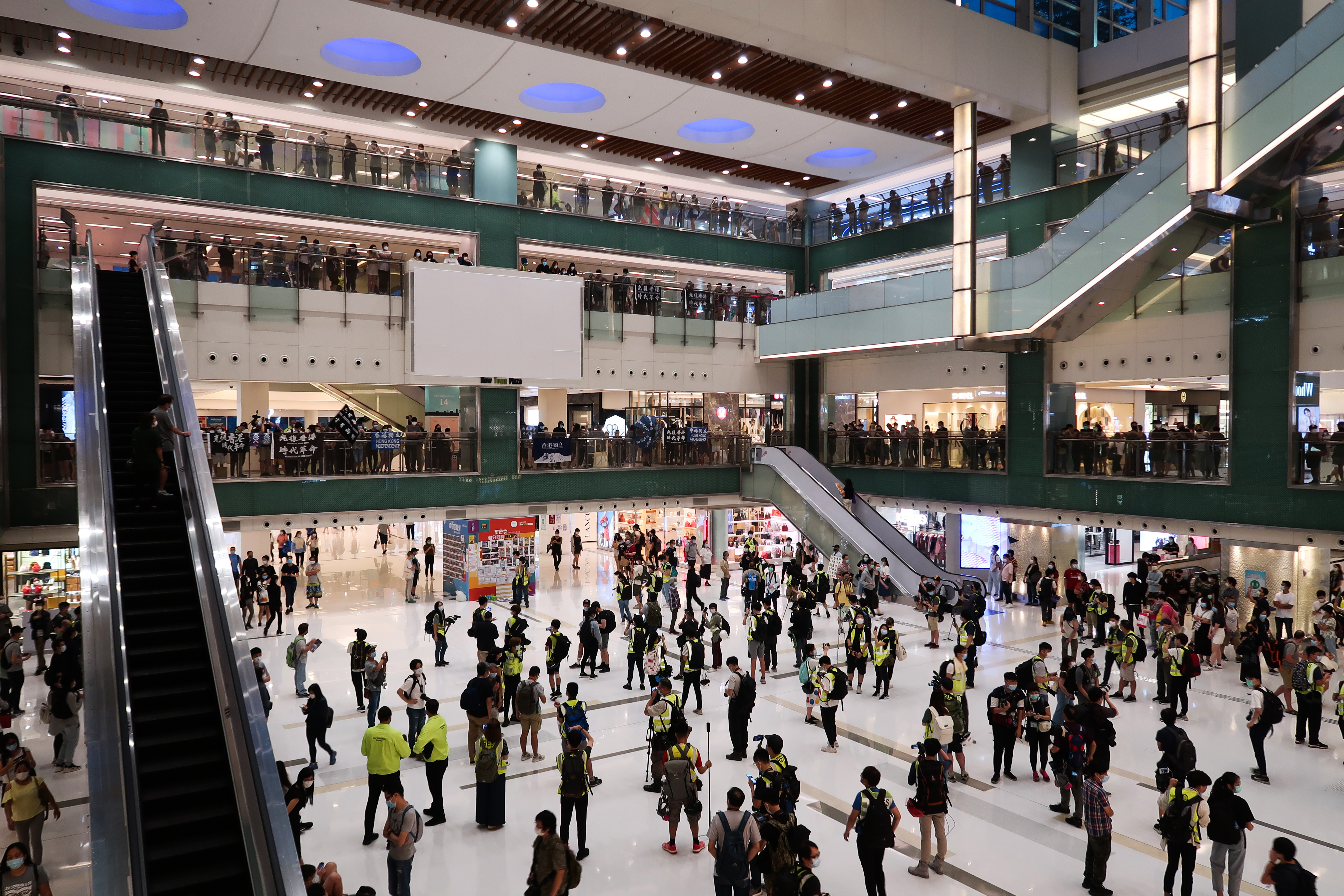
中庭開始有不少人聚集

### 防暴警員跑入商場並佔領多個樓層

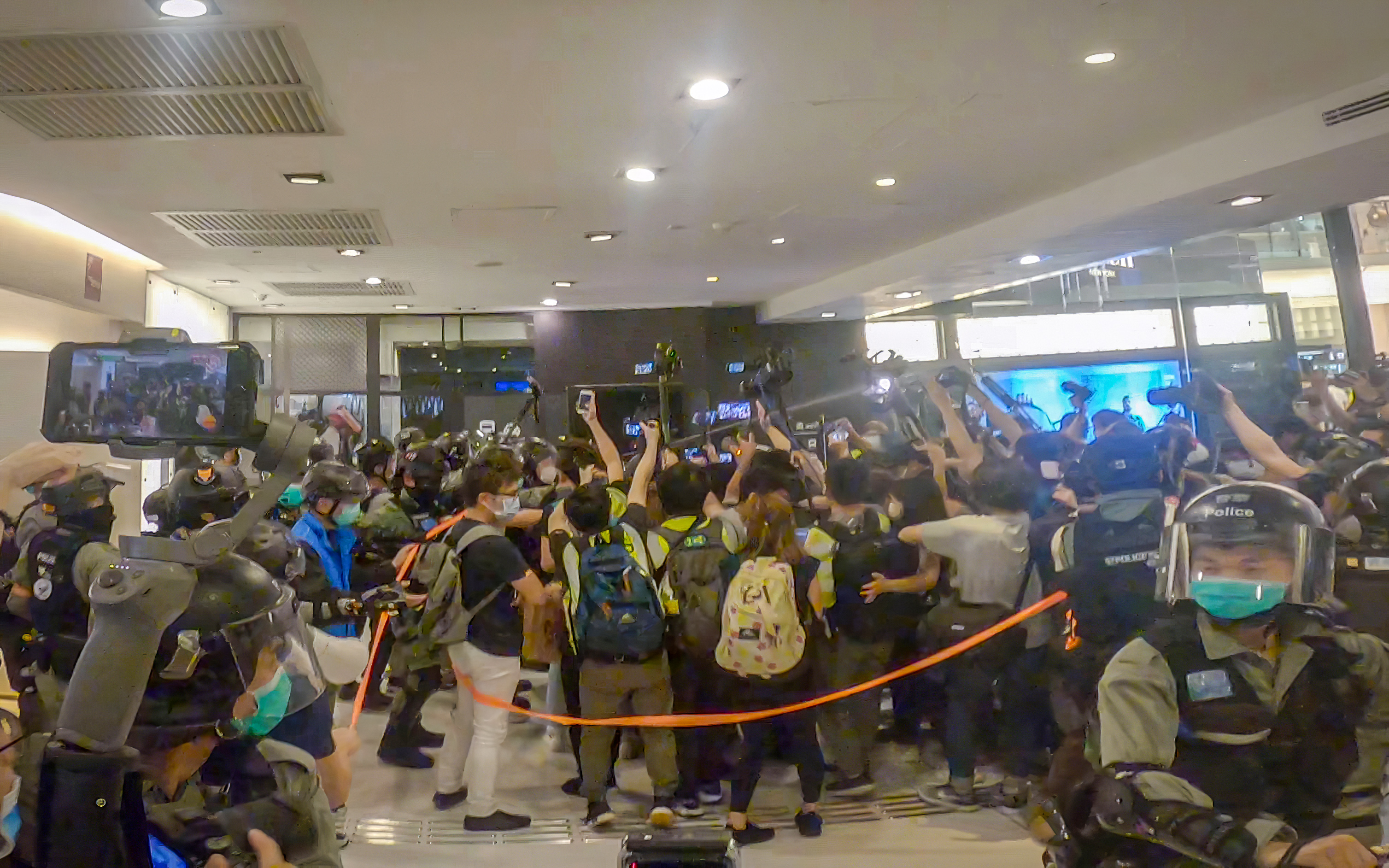
防暴警察向在場的市民和區議員施放胡椒噴霧，多人不適

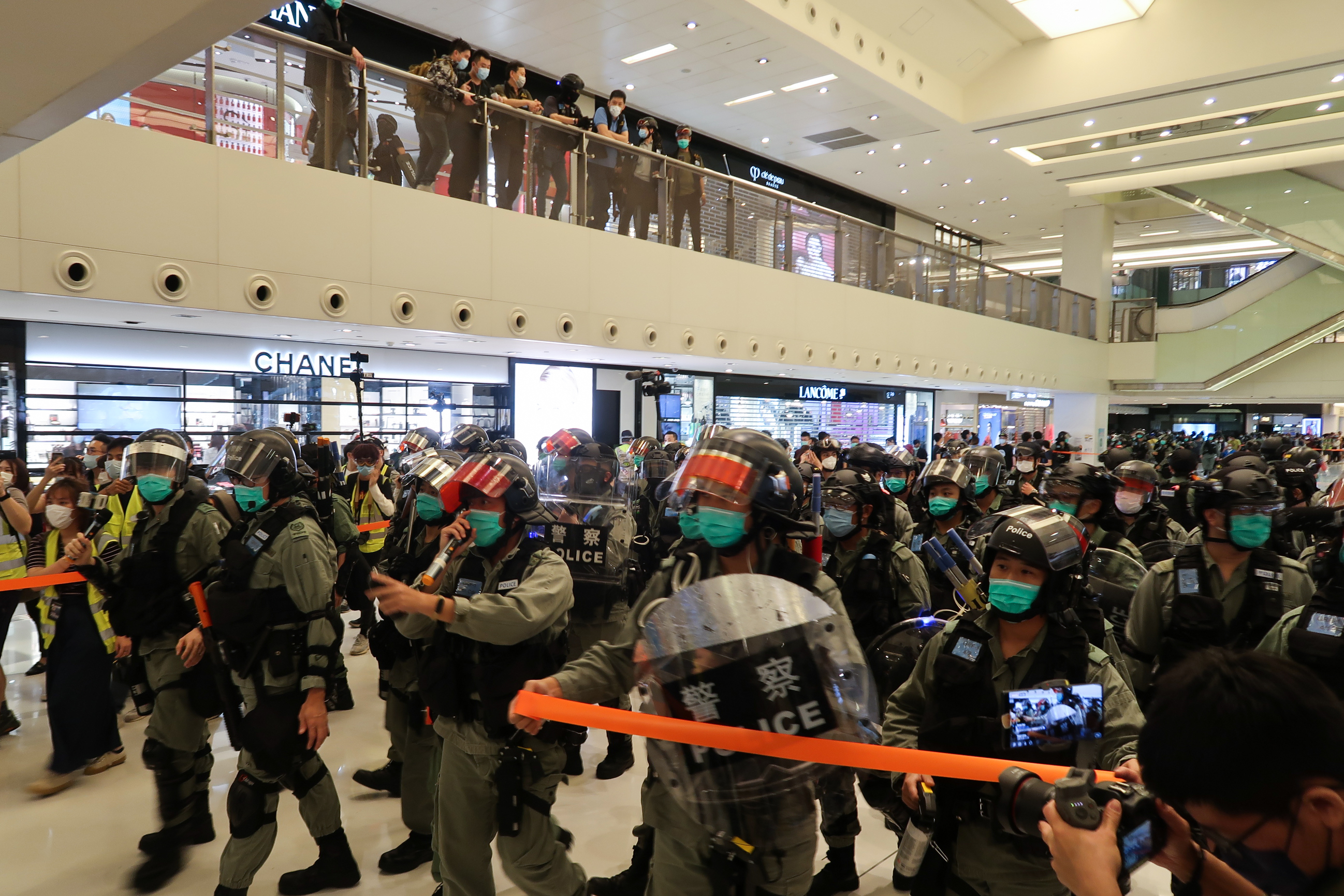
7時24分，防暴警察在展覽廊位置收窄封鎖線

到了7時許，大批防暴警員跑入商場4樓至6樓驅散市民，多間商店需要落閘關閉。警方警告市民可能違反「限聚令」，並拉起封鎖線圍封商場中庭位置。期後警員持續推進，向市民、記者和嘗試與警方協調的沙田區議會議員施放胡椒噴霧，多人不適要救護員治理。有獲發「限聚令」告票的社區前線媒體記者指出，曾嘗試向警員表明身份及展示探訪紀錄，但該警員表示「同法庭講（跟法庭說）」，記者批評警方是以防疫為名打壓為實。告票所示檢控地點被指為虛假而市民不滿防暴警察佔領商場，造成市民不便和破壞經濟。區議員李世鴻質疑警方設封鎖線是否有合法性。到晚上8時08分，警員一度收窄封鎖線，市民能夠來往沙田中心至新城市廣場第三期。但中庭位置，以及4樓以上樓層繼續有多名警員看守。到晚上8時半，在3樓的防暴警察向前推進，要求記者或其他人士均須離開商場，否則將會票控違反「限聚令」。有市民被拉走截查，並發出告票。被截查的男子稱只在商場逗留15分鐘，認為商場任何人都可以行，表明不會認罪。而市民在往商場三期的通道高唱《願榮光歸香港》，並舉起手勢。在商場外的百步梯，有大批防暴警察戒備，並截查多人。

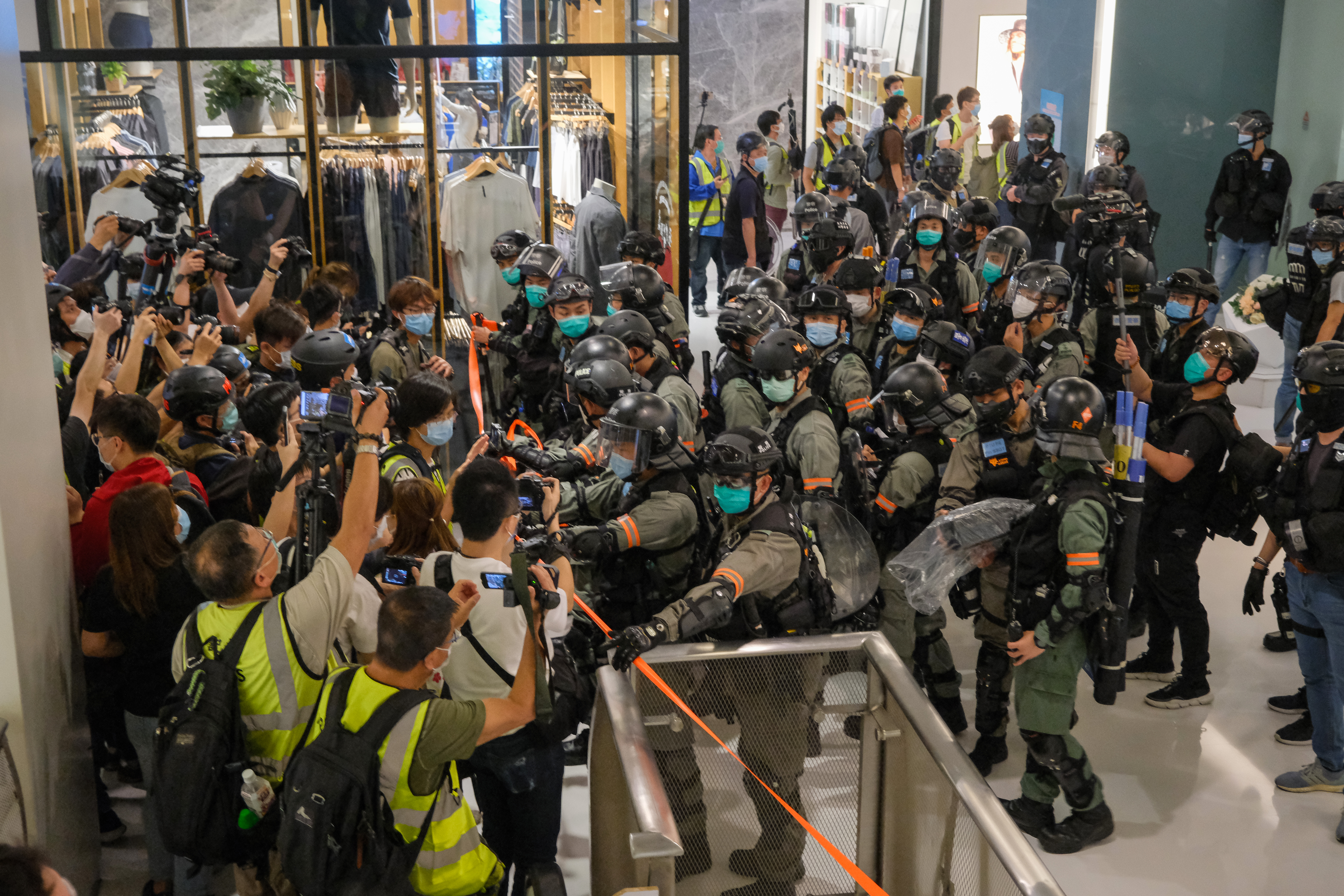
大批防暴警員進入4樓設封鎖線
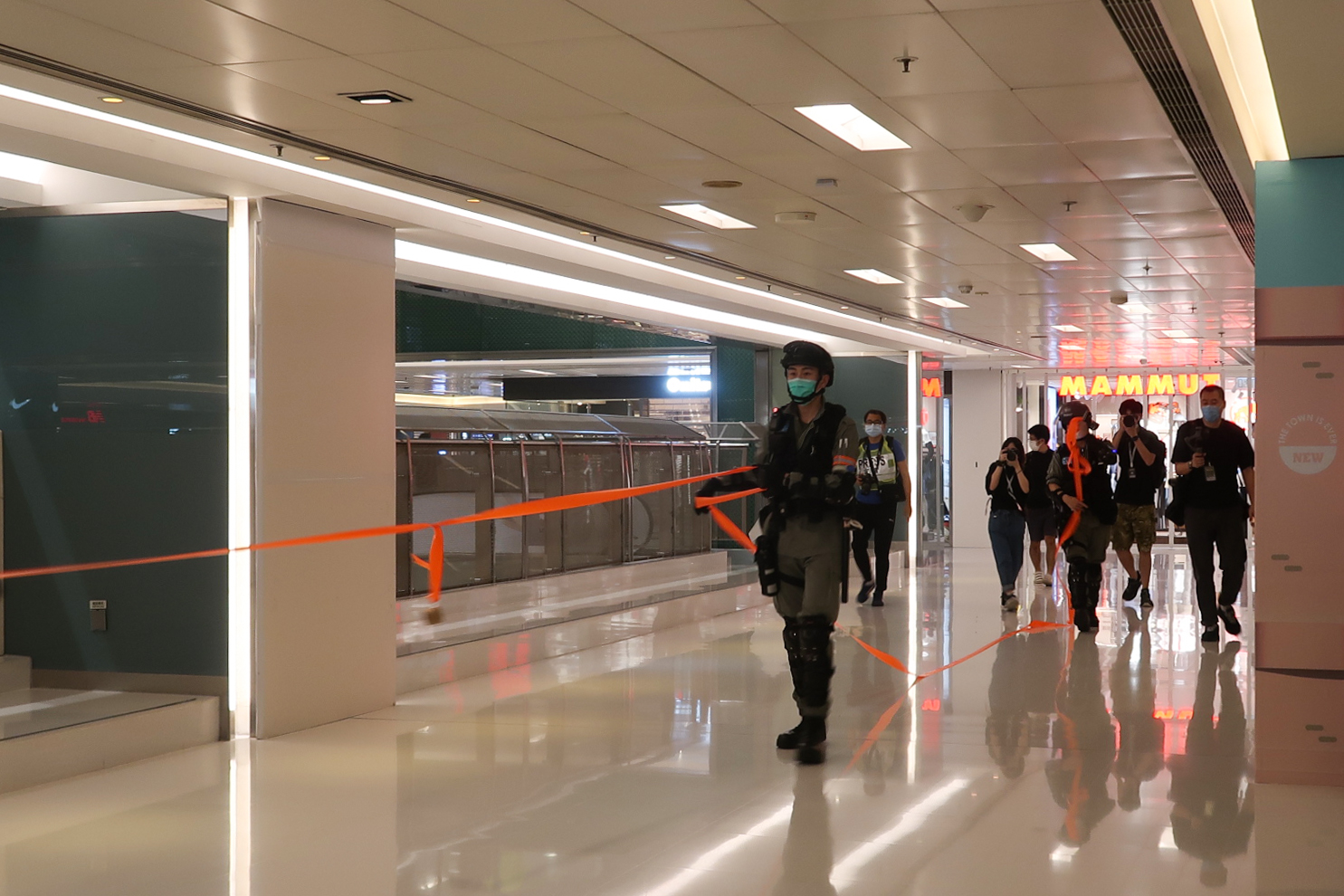
5樓防暴警員在中庭設封鎖線
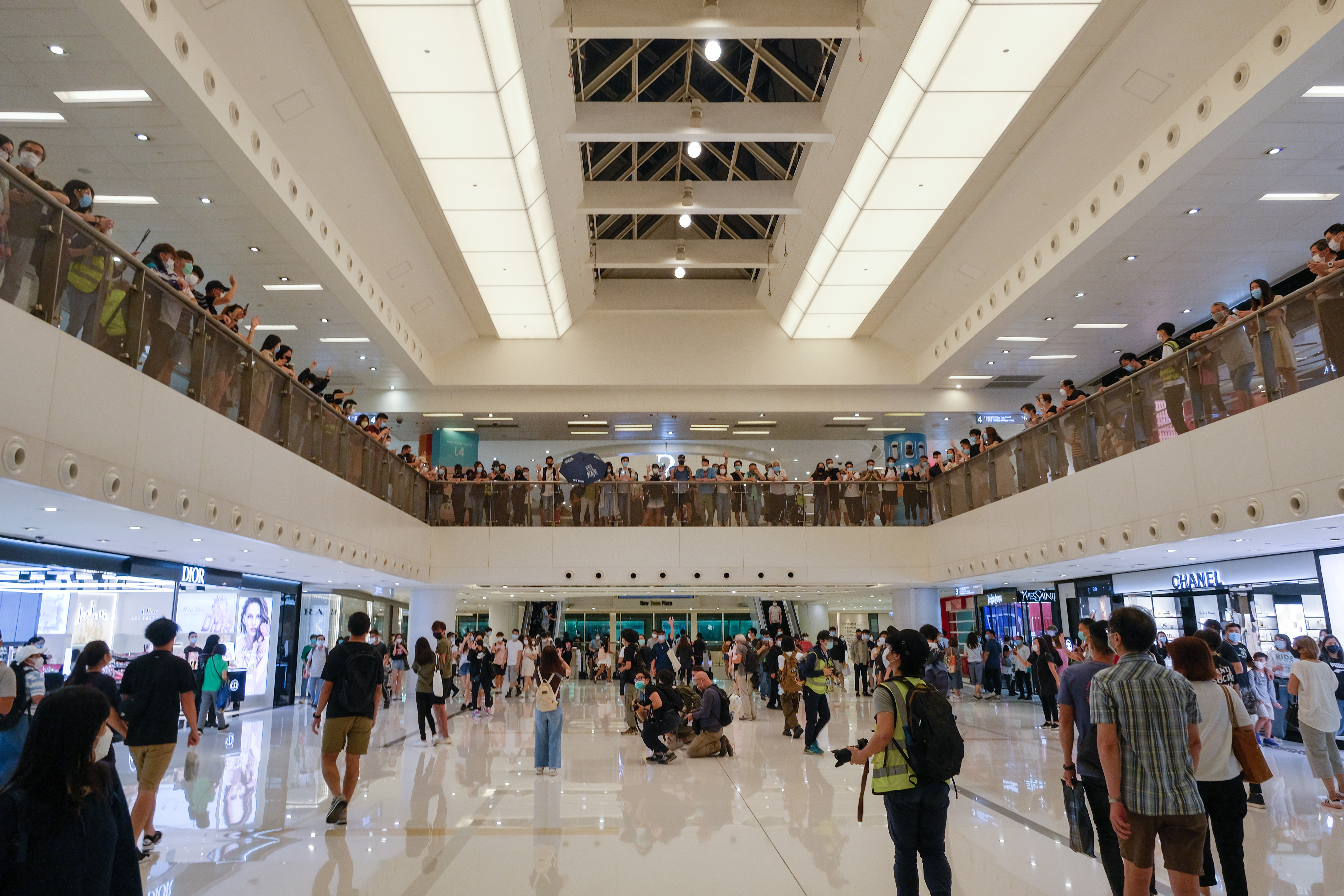
參與市民轉移到展覽廊位置高唱《願榮光歸香港》
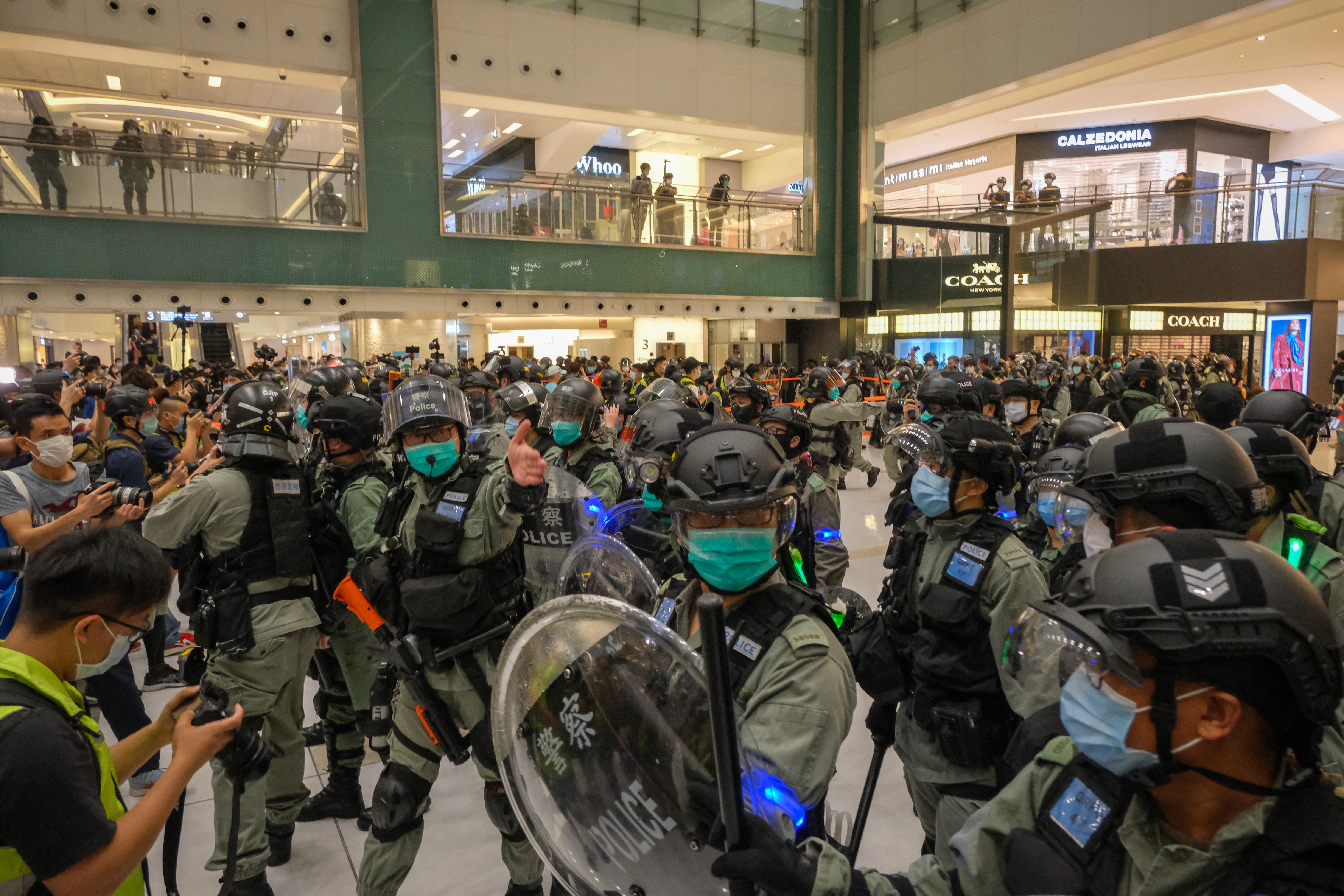
7時18分，再有大批防暴警察到場
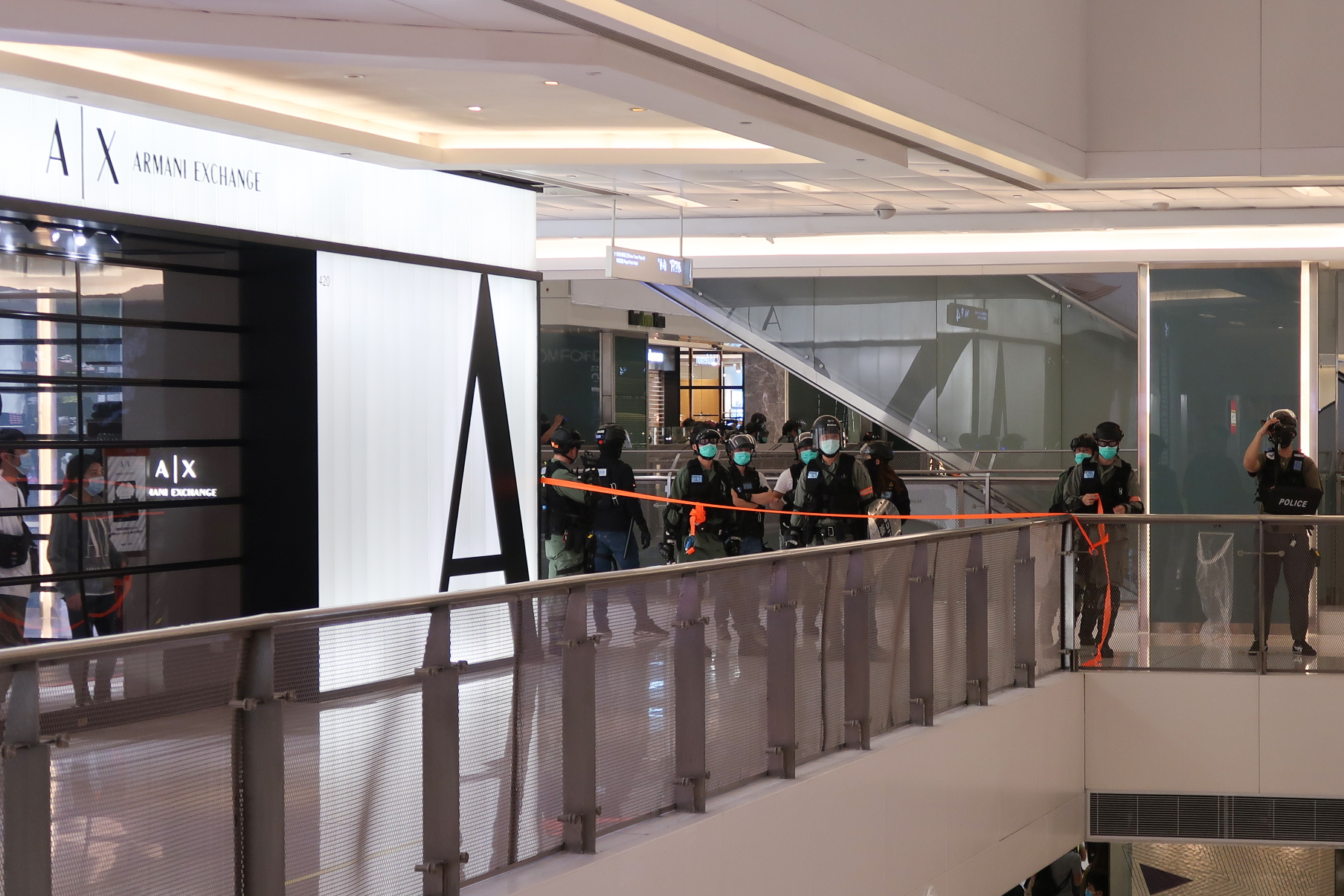
防暴警察在4樓設封鎖線，商店落閘
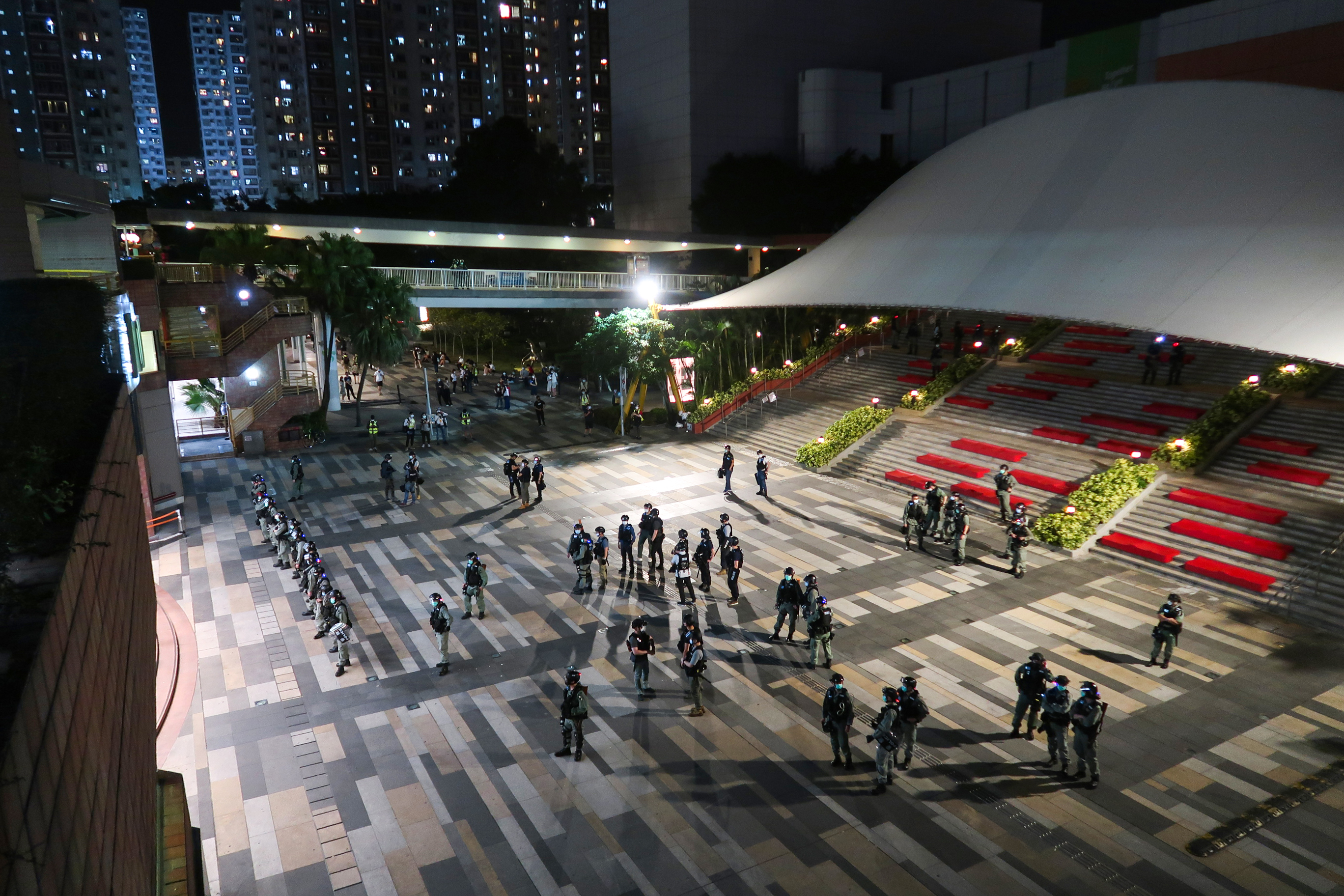
多名防暴警察在商場外的百步梯戒備
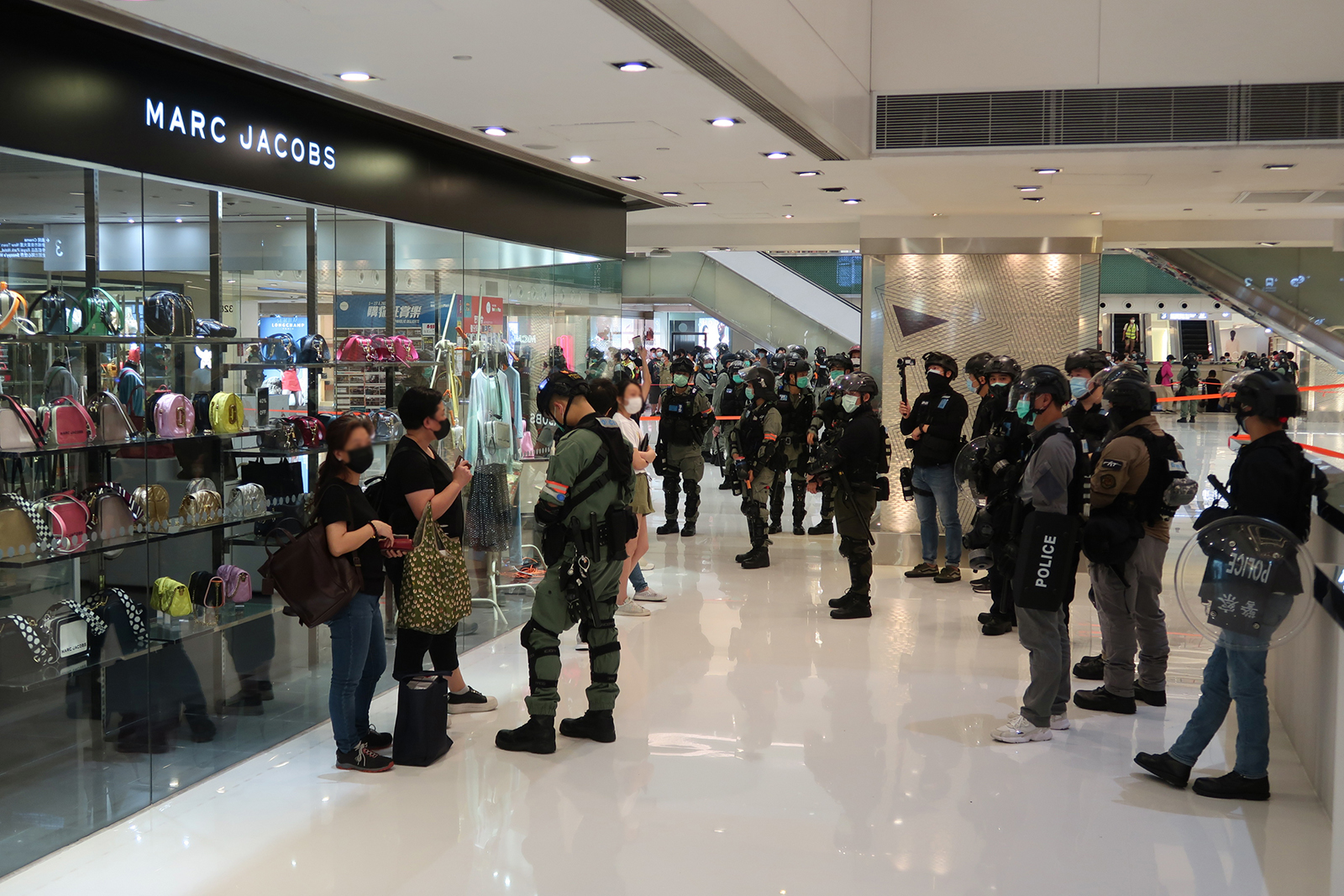
有市民在商場內被截查

### 警方要求記者離開商場引起不滿

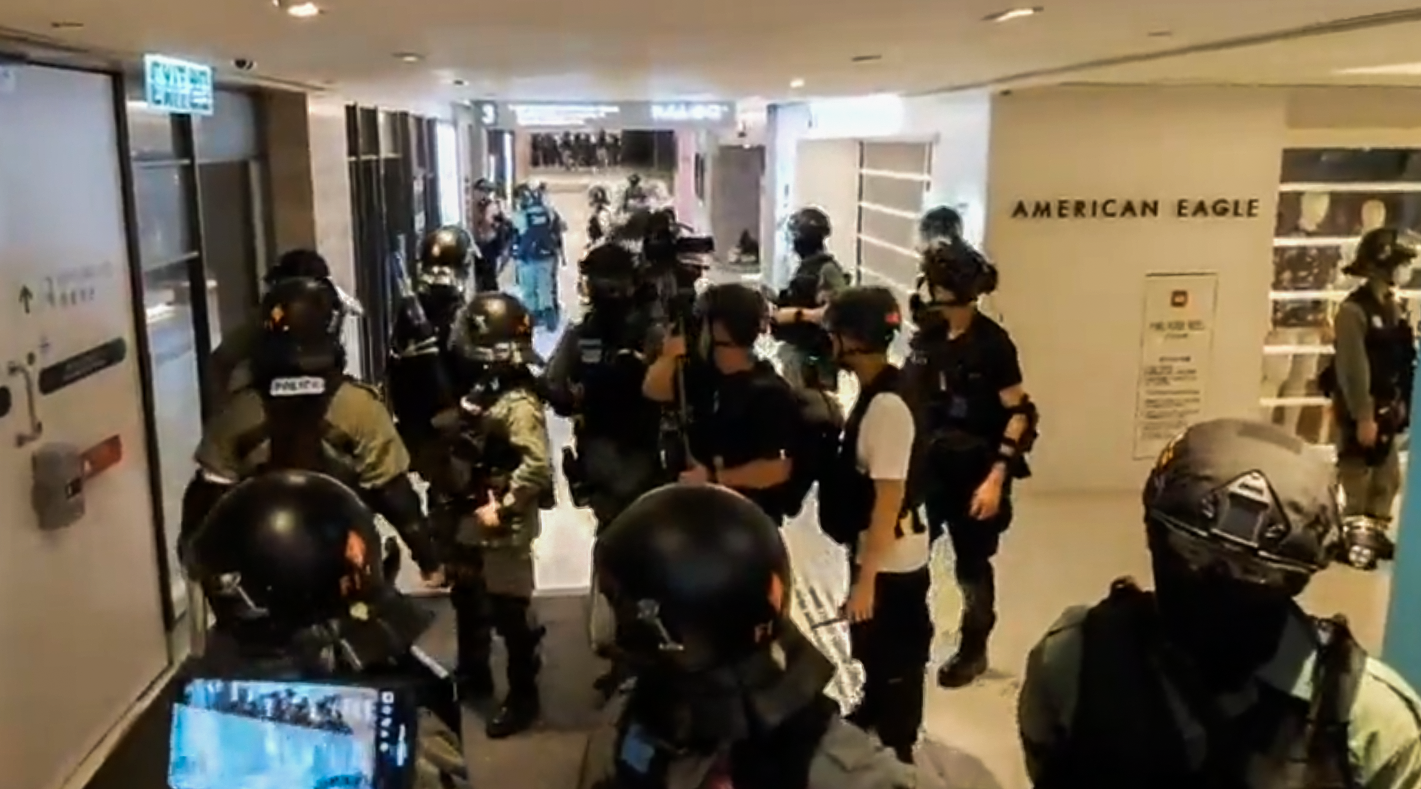
晚上近9時半，約70名防暴警趕到American Engle位置從兩面包抄，並拉起封鎖線，要求傳媒後退，引起在場記者不滿

到晚上近9時半，約70名防暴警趕到American Engle位置從兩面包抄，並拉起封鎖線，要求傳媒後退及離開商場範圍，引起在場記者不滿，認為警員是否想封鎖商場，警員以胡椒噴霧指嚇，立法會議員鄺俊宇亦在場了解。之後防暴警更一度嘗試關門，但被在場記者合力阻止。其後擾攘近15分鐘，警方防線一直慢慢後退往第三期方向。而同一時間，多名防暴警跑入三期進行追捕，但最後發現沒有人，之後往帝都酒店天橋方向撤退。而中庭位置的警員向大會堂百步梯方向離開。到晚上近10時，商場大部分範圍已經關燈，同時發出廣播指商場營業時間已經結束。但現場仍有數十人逗留，不斷叫口號及唱歌。

### 防暴警員再次跑入商場驅散

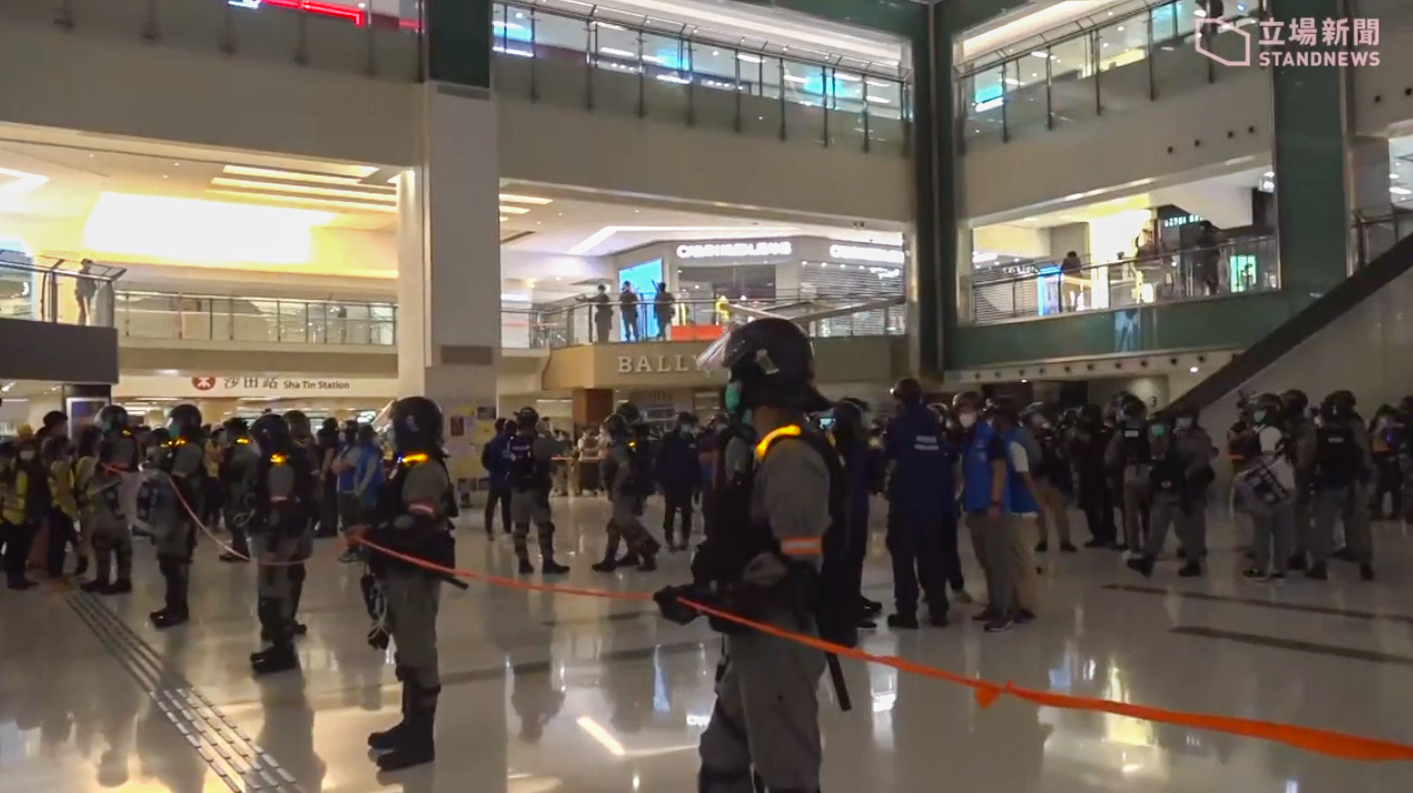
防暴警撤離後不足半小時，再度衝入商場中庭

到晚上10時16分，大批防暴警員再次跑入商場3樓中庭和4樓驅散市民，再拉起封鎖線。防暴警截查3名人士，其中失明女律師Joy在被截查期間向警員指希望留下監察警員工作，但遭警員反駁「你盲嘅，睇到啲咩（你盲的，能看到什麼）」，女律師要求警方提供警員的行動呼號但遭拒絕離去。沙田區議員鍾禮謙認為警方的行動涉及歧視殘疾人士，曾要求該名警員交出行動呼號，但未有理會。防暴警到10時33分，撤退新城市廣場，返回沙田站公共運輸交匯處戒備。有4名年輕人被防暴警截查，其後獲得放行。

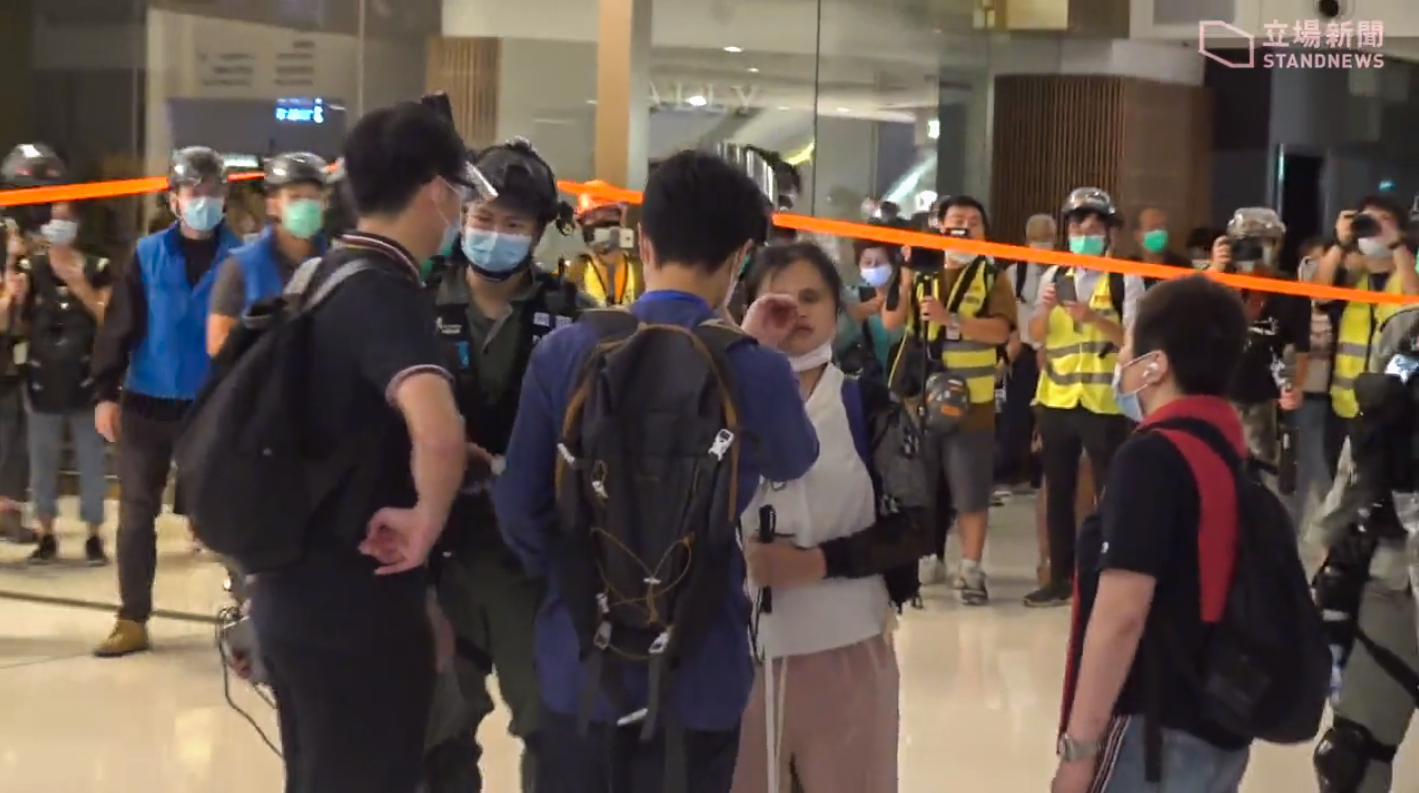
失明女律師Joy和沙田區議員鍾禮謙在商場中庭被截查
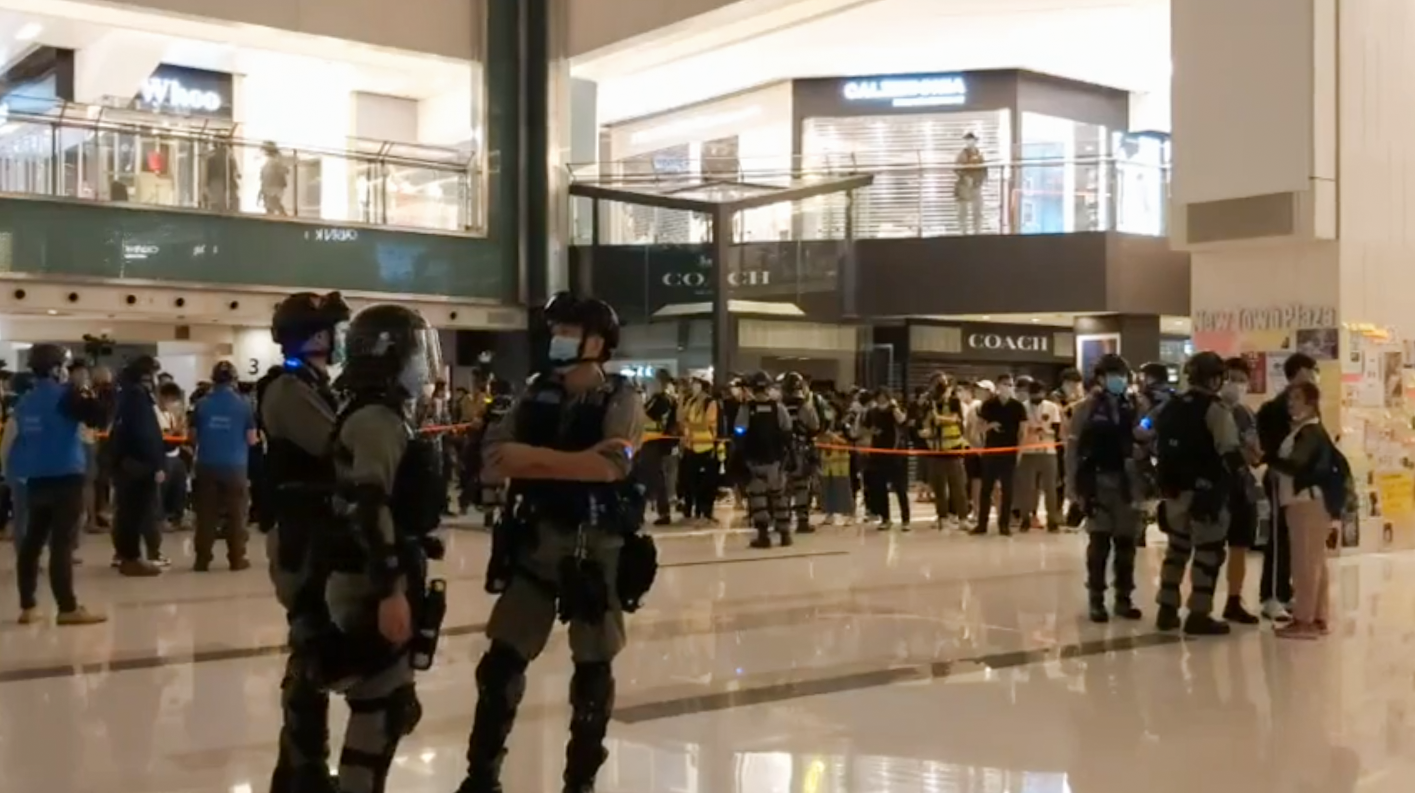
防暴警在商場中庭拉起封鎖線
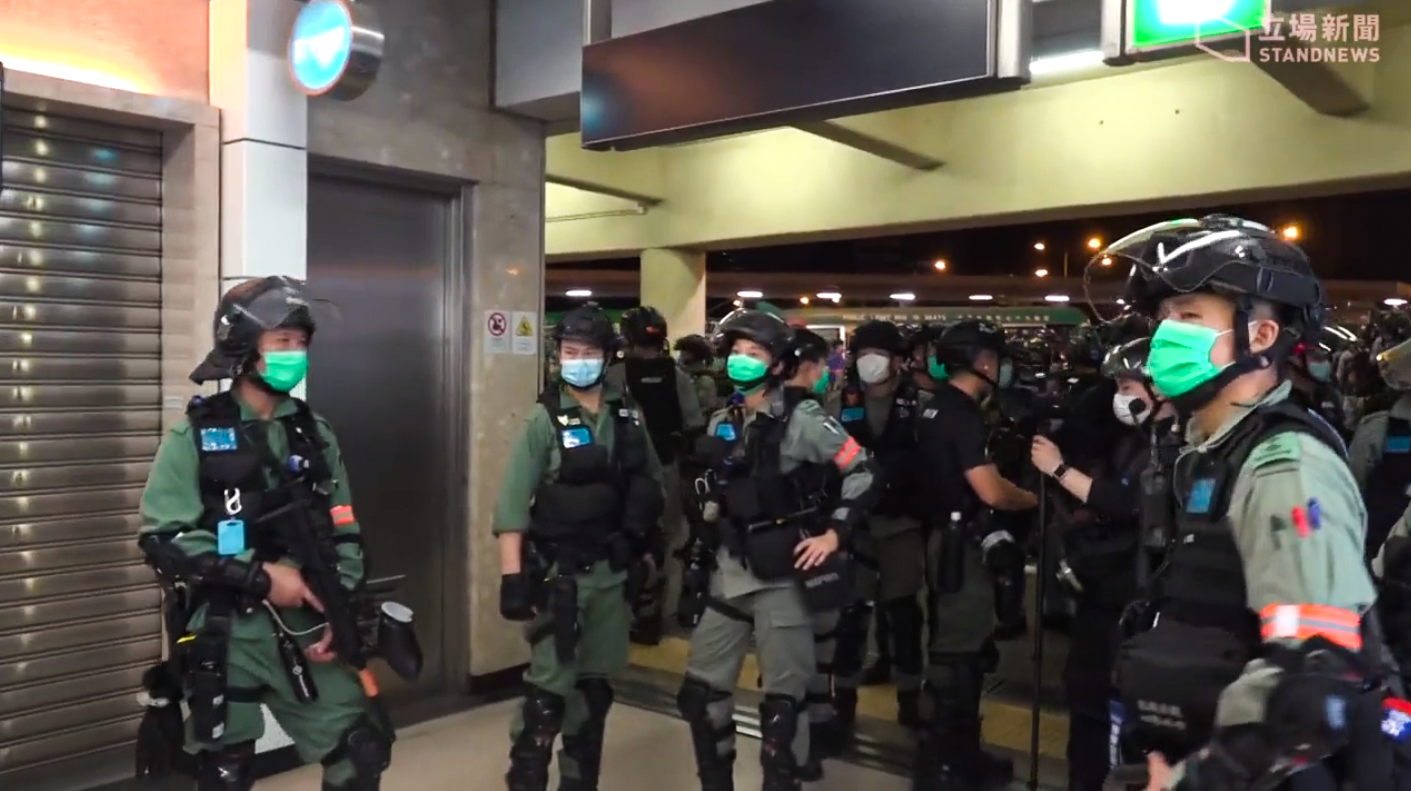
防暴警在沙田站出口戒備
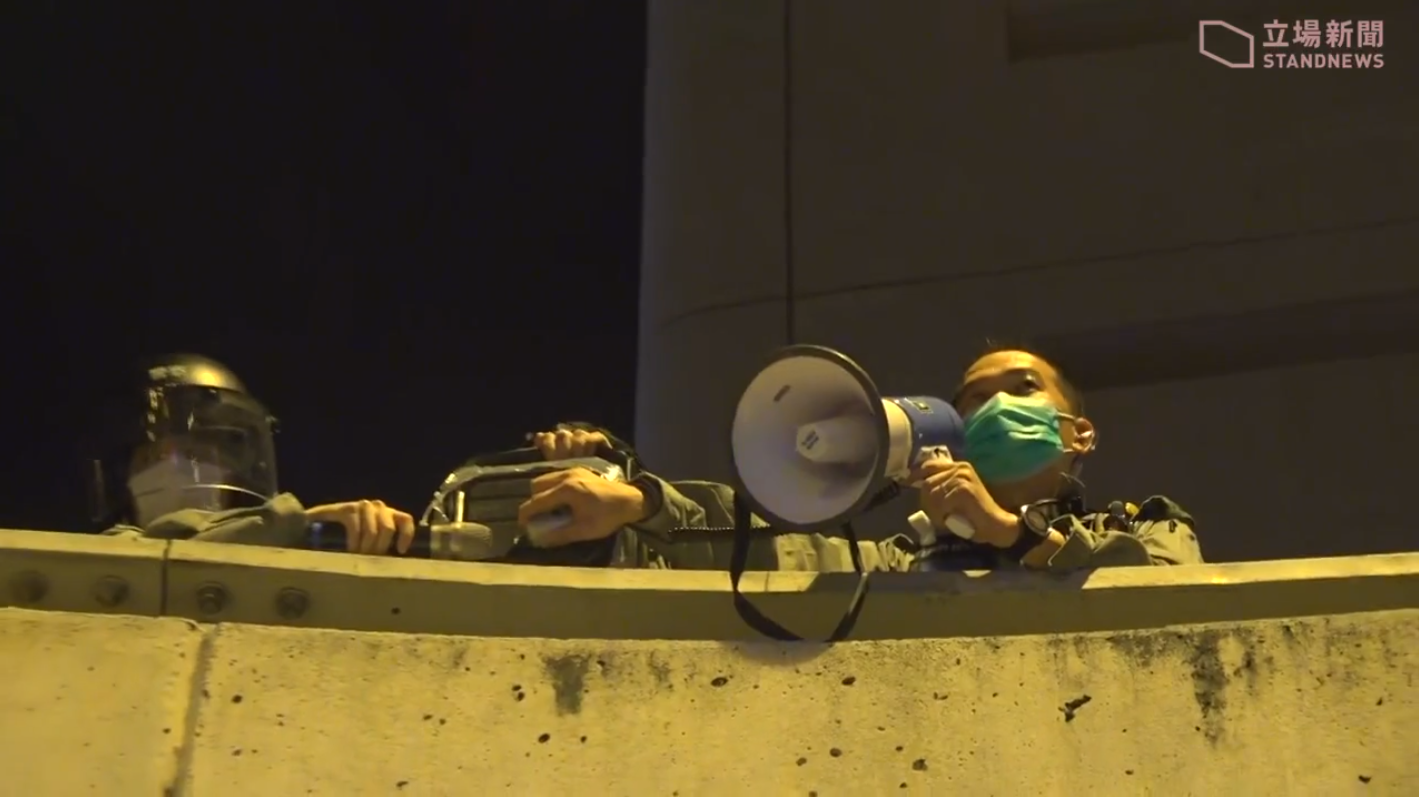
防暴警開咪表示沙田站公共運輸交匯處有多於4人聚集
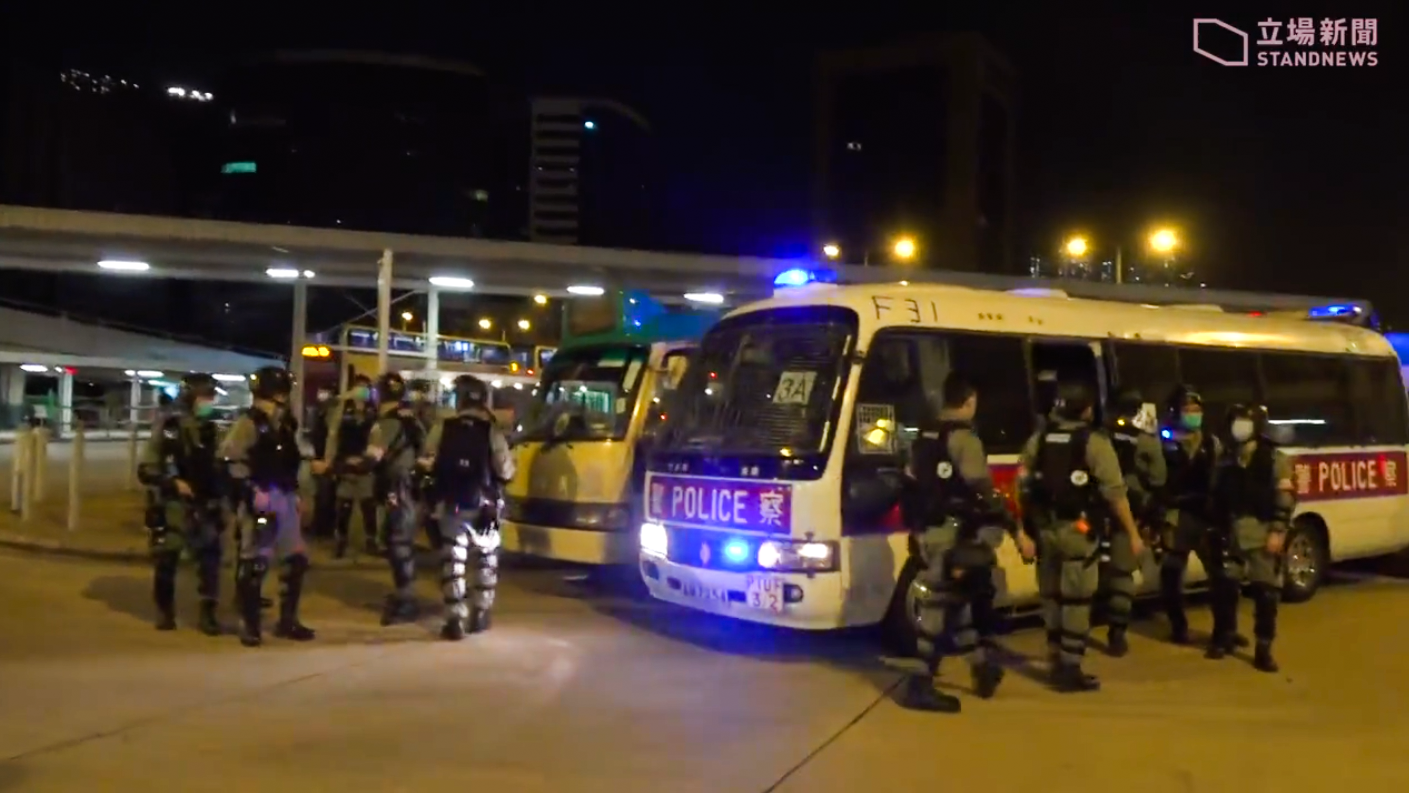
防暴警察上車離開
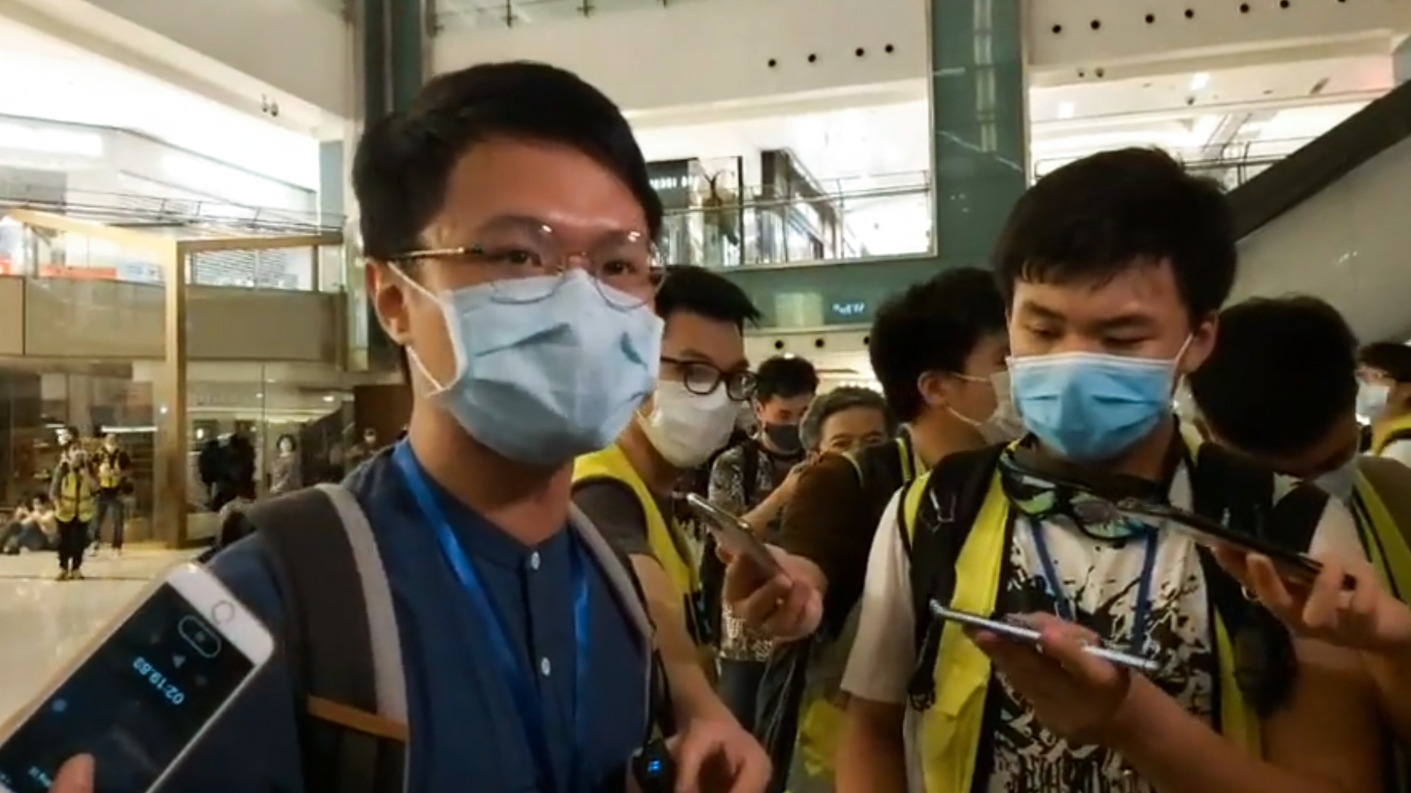
沙田區議員鍾禮謙認為警方的行動涉及歧視殘疾人士

## 票控和被捕

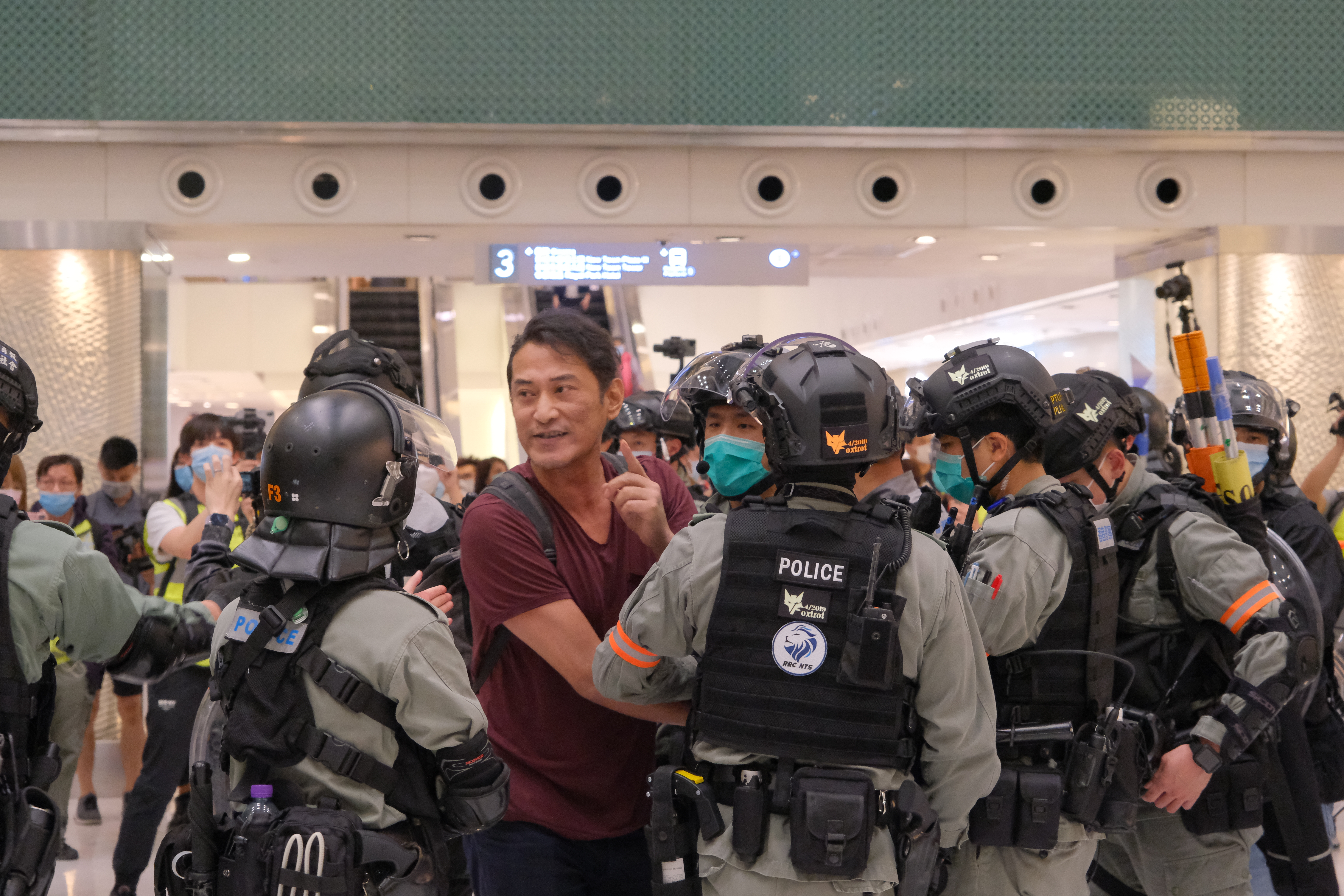
公民黨「霸氣哥」（曾建峰）被多名防暴警察包圍，並兩度遭票控

全日在商場內有11人被發出「限聚令」告票，其中公民黨「霸氣哥」（曾建峰）兩度遭警員票控。到2021年5月20日，其中4人在沙田裁判法院提堂，控方不提證供起訴，三名被告無條件釋放，而「霸氣哥」曾建峯亦裁定罪名不成立。法官彭亮廷指出599G「限聚令」規例並無解釋或界定何謂「聚集」，批評控方錯誤理解法律條文。反問商場內打算購物的人都犯了「限聚令」。不過彭官形容被告是「技術性脫罪」，不獲批准申請訟費。
另外，在活動前，1名15歲少年在沙田站外被防暴警員搜獲2張八達通卡，而被帶返警署。而晚上在沙田站，兩名分別57及59歲女子涉嫌「在公眾地方打架」被捕。

## 影響

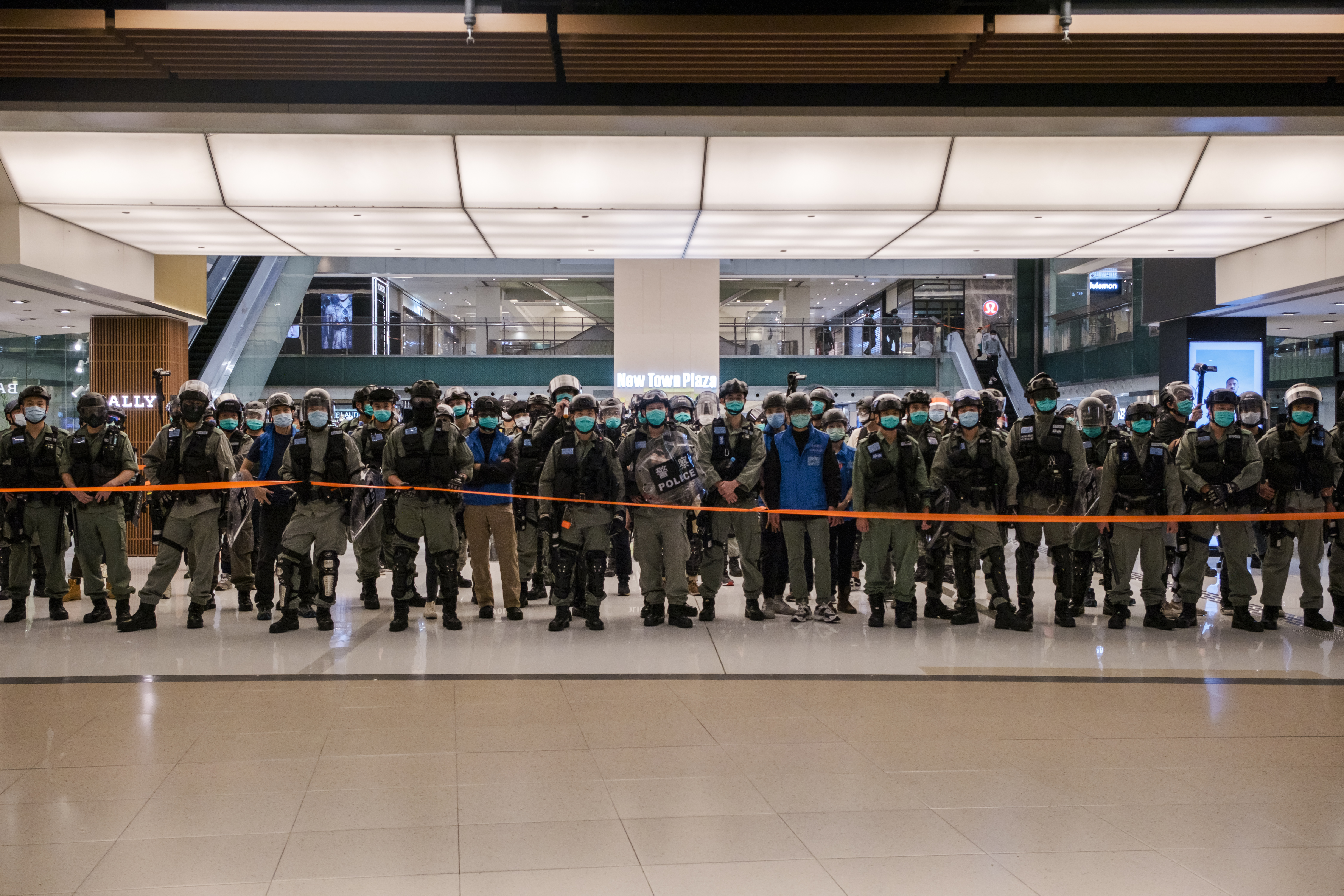
大批防暴警員在來往沙田站至新城市廣場的出入口排陣，市民無法經過

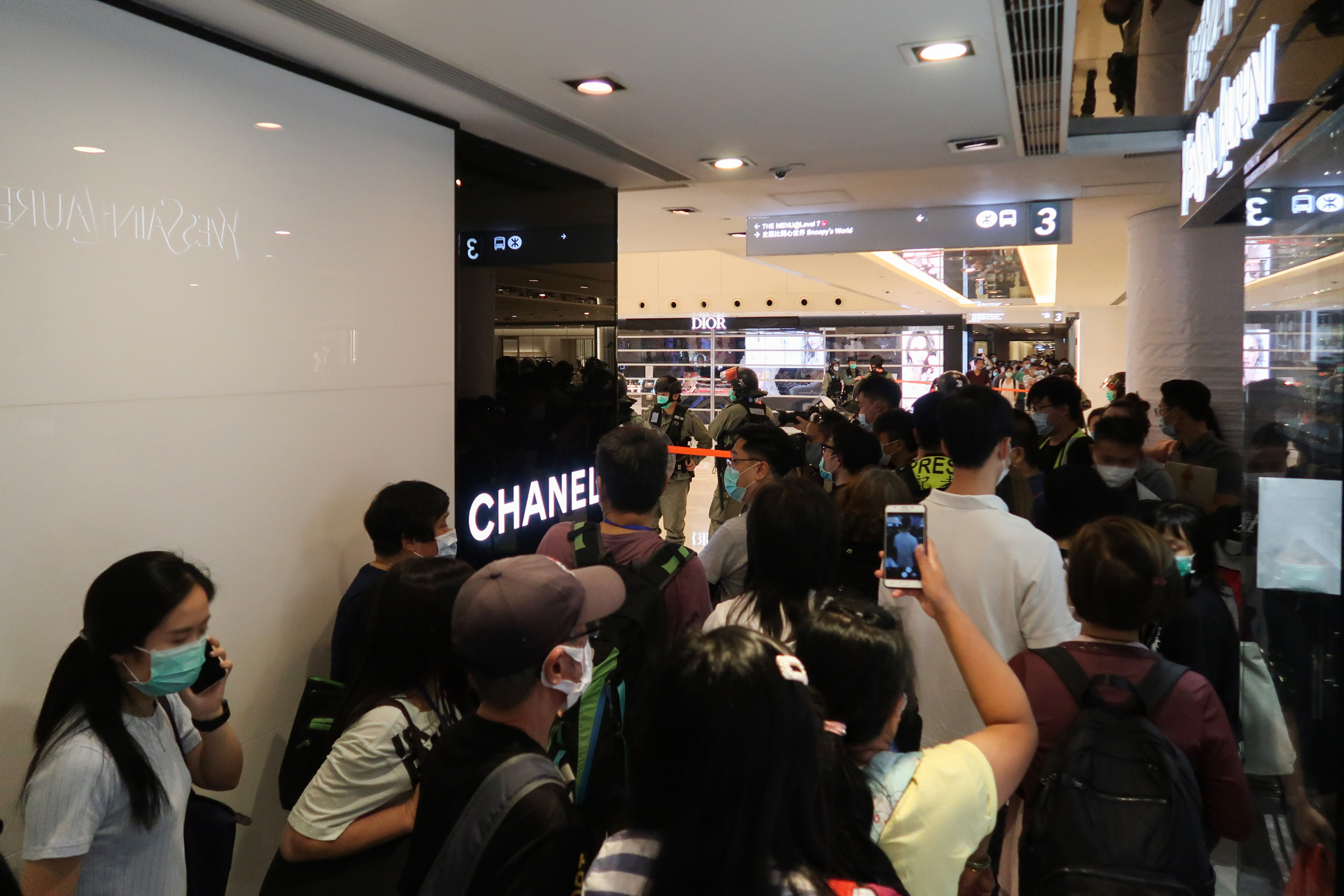
市民無法經過商場來往沙田市中心，通道非常擠逼

警方佔領新城市廣場期間，來往沙田站和沙田市中心的通道被封。市民路過也被警員拒絕通過中庭。

## 回應
- 新城市廣場服務處發言人指，管理處並無主動報警，強調警方完全有權進入商場執法。但沒有回應警方進場前有否知會商場負責人。[18]
- 沙田區政發表聲明，防暴警察將沙田市中心全面封鎖，嚴重破壞市面經濟運作和影響人身自由，強烈譴責警方。[19]
- 親中報章《大公報》以「亂港分子」形容參與和你唱的市民，稱公民黨立法會議員楊岳橋乘機到場「抽水」，報道更批評在場穿上黃色記者反光衣的「記者」人數多到不能接受。[20][21]